# Férfi 100 méteres hátúszás az 1974-es úszó-Európa-bajnokságon
Az 1974-es úszó-Európa-bajnokságon a férfi 100 méteres hátúszás selejtezőit augusztus 18-án tartották. A döntőt augusztus 19-én rendezték. A versenyszámban 23-an indultak. A győztes az NDK-beli Roland Matthes lett. A magyar induló Verrasztó Zoltán országos csúccsal harmadik, Cseh László a 10. helyen végzett.

## Rekordok
|            | Név            | Nemzet | Idő   | Helyszín | Dátum               |
| ---------- | -------------- | ------ | ----- | -------- | ------------------- |
| Világcsúcs | Roland Matthes | NDK    | 56,30 | München  | 1972. szeptember 4. |

A versenyen új rekord született:
| Európa-bajnoki csúcs | selejtező | Roland Matthes | NDK | 58,56 | Bécs, Ausztria | augusztus 18. |
| Európa-bajnoki csúcs | döntő     | Roland Matthes | NDK | 58,21 | Bécs, Ausztria | augusztus 19. |

## Eredmények
A rövidítések jelentése a következő:
| - Q: továbbjutás időeredmény alapján - ECR: Európa-bajnoki rekord | - WR: világ rekord - ER: Európa-rekord | - NR: országos rekord |

### Selejtezők
| Helyezés | Futam | Név                   | Nemzet             | Idő     | Megj.  |
| -------- | ----- | --------------------- | ------------------ | ------- | ------ |
| 1        | 4     | Roland Matthes        | NDK                | 58,56   | Q, ECR |
| 2        | 2     | Lutz Wanja            | NDK                | 59,51   | Q      |
| 3        | 1     | Verrasztó Zoltán      | Magyarország       | 59,57   | Q      |
| 4        | 2     | Santiago Esteva       | Spanyolország      | 59,62   | Q      |
| 5        | 3     | Bodo Schlag           | NSZK               | 1:00,31 | Q      |
| 6        | 4     | Karim Ressang         | Hollandia          | 1:00,36 | Q      |
| 7        | 2     | Szergej Mironovics    | Szovjetunió        | 1:00,52 | Q      |
| 7        | 2     | Igor Potyakin         | Szovjetunió        | 1:00,52 | Q      |
| 9        | 4     | Anders Sandberg       | Svédország         | 1:00,61 |        |
| 10       | 4     | Cseh László           | Magyarország       | 1:00,66 |        |
| 11       | 2     | Svante Zetterlund     | Svédország         | 1:00,70 |        |
| 12       | 3     | Lapo Cianchi          | Olaszország        | 1:01,28 |        |
| 13       | 1     | Colin Cunningham      | Egyesült Királyság | 1:01,31 |        |
| 14       | 1     | Predrag Miloš         | Jugoszlávia        | 1:01,38 |        |
| 15       | 3     | Ejvind Pedersen       | Dánia              | 1:01,58 |        |
| 16       | 3     | Helmut Podolan        | Ausztria           | 1:01,78 |        |
| 17       | 3     | Nenad Miloš           | Jugoszlávia        | 1:01,92 |        |
| 18       | 1     | Franck Meslier        | Franciaország      | 1:02,52 |        |
| 19       | 1     | Massimo Nistri        | Olaszország        | 1:03,32 |        |
| 20       | 3     | Robert Howard         | Írország           | 1:03,43 |        |
| 21       | 4     | Lars Finer            | Finnország         | 1:03,89 |        |
| 22       | 2     | Evangelosz Koszkinasz | Görögország        | 1:06,68 |        |
| 23       | 1     | José Pereira          | Spanyolország      | 1:07,41 |        |

### Döntő
| Helyezés | Név                | Nemzetiség    | Idő     | Megj. |
| -------- | ------------------ | ------------- | ------- | ----- |
|          | Roland Matthes     | NDK           | 58,21   | ECR   |
|          | Lutz Wanja         | NDK           | 58,66   |       |
|          | Verrasztó Zoltán   | Magyarország  | 58,78   | NR    |
| 4        | Santiago Esteva    | Spanyolország | 59,52   |       |
| 5        | Bodo Schlag        | NSZK          | 1:00,14 |       |
| 6        | Igor Potyakin      | Szovjetunió   | 1:00,38 |       |
| 7        | Szergej Mironovics | Szovjetunió   | 1:00,46 |       |
| 8        | Karim Ressang      | Hollandia     | 1:00,53 |       |